# Hygge

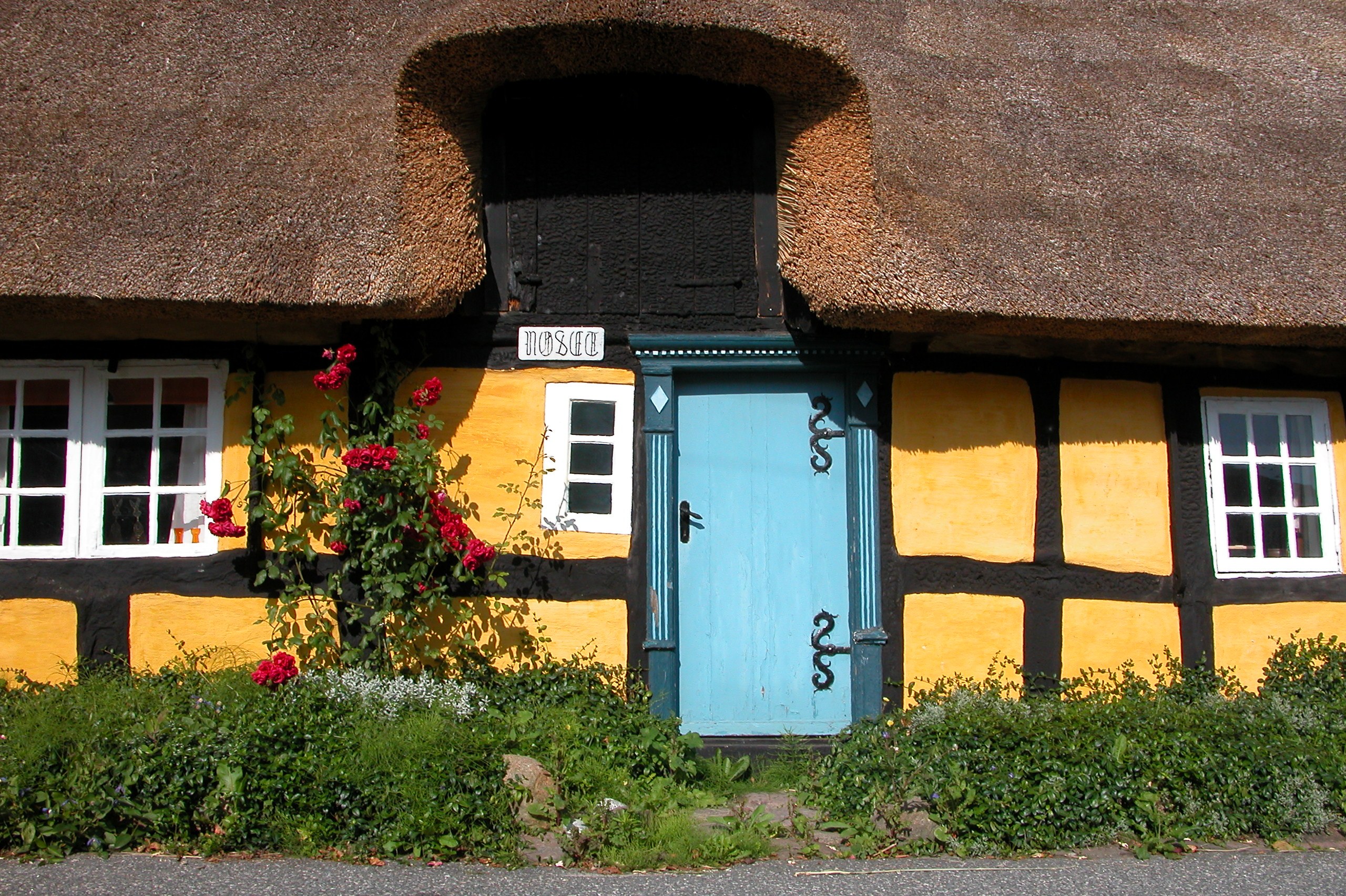
Hygge, de difícil traducción, está asociado a la confortabilidad, cercanía e intimidad. Casa en Ærø.

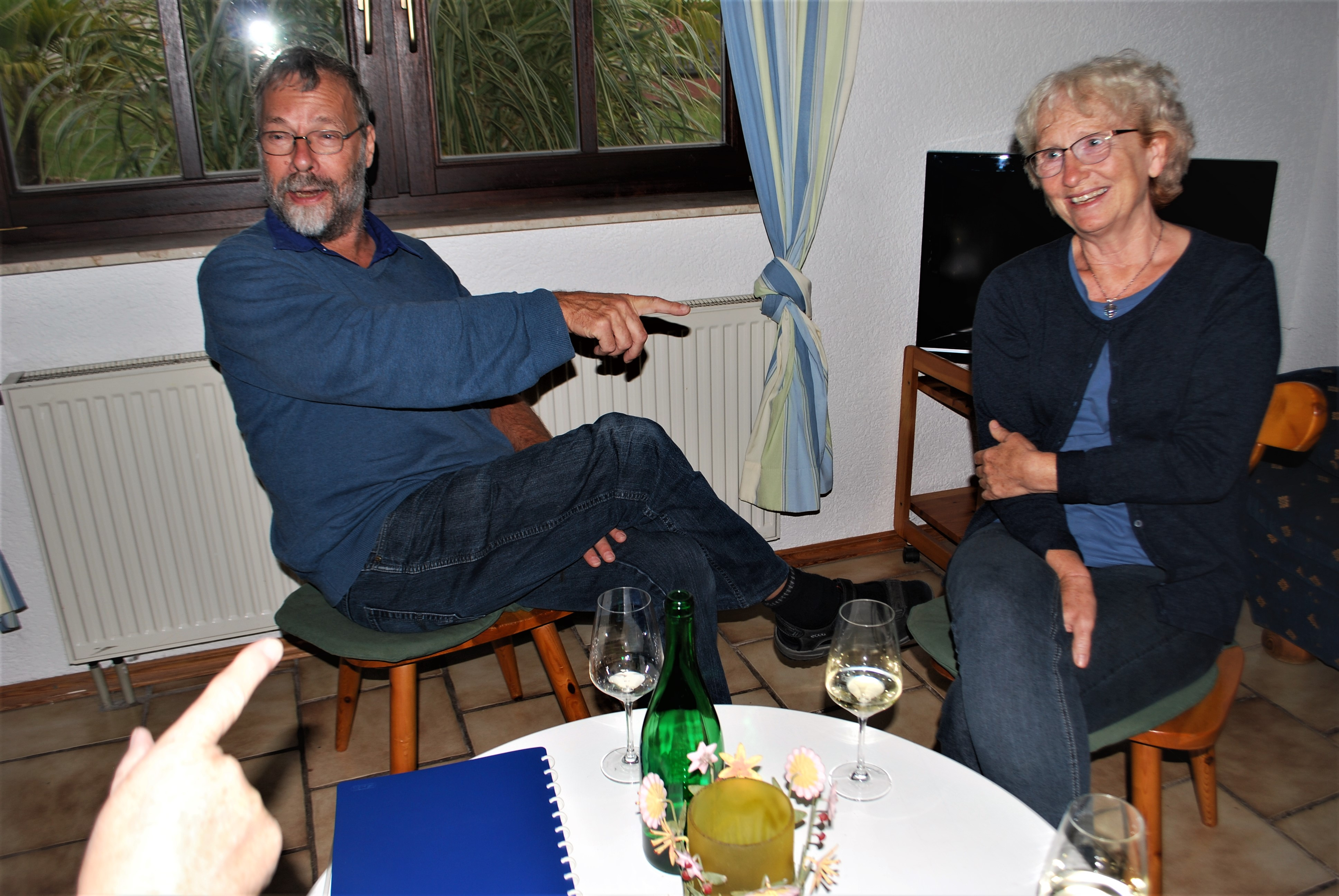
Hygge: "Nos lo estamos pasando bien".

Hygge (/ˈh(j)uːɡə/; en danés: [ˈhykə]; en noruego: [ˈhŷɡːə]), es una palabra danesa y noruega, de difícil traducción, que abarca un concepto de estado de ánimo acogedor, íntimo, de agradable convivencia, con sentimientos de bienestar y satisfacción. Como categoría cultural, con su juego de prácticas asociadas, el hygge tiene más o menos un igual significado, en danés y noruego, pero como concepto central, se utiliza principalmente en Dinamarca. Este énfasis en el hygge, como parte central de la cultura danesa, es un fenómeno reciente, que data de finales del siglo XX.
Gozo sería la traducción al español apropiada para el concepto de hygge debido a que gozo es un sentimiento de profunda alegría y placer.

## Etimología
Aunque el término está tan estrechamente asociado a Dinamarca, la palabra, en realidad, se origina en el idioma noruego. En el contexto danés, se remonta a la Edad Media, aunque con un significado ligeramente diferente al actual.
Como palabra, hygge, en danés, significa valentía, confort, alegría'. Hygge proviene de hyggja, que significa "pensar" en nórdico antiguo. Hygge está construido a partir de la palabra nórdica antigua hugr, que más tarde se convirtió en hug, que significa "alma, mente, conciencia".
Pero también, mediante reanálisis morfémico, hygge podría tener su origen en la palabra hug, que proviene de la palabra hugge de la década de 1560, que significa 'abrazar'. La palabra hugge es de origen desconocido, pero está asociada con el término nórdico antiguo, hygga, que significa 'confortar', que proviene de la palabra hugr, que significa 'estado de ánimo'. A su vez, la palabra proviene de la palabra germánica hugyan, que es un cognado del inglés antiguo hycgan, que significa "pensar, considerar".
Apareció por primera vez en idioma danés en escritos del siglo XIX y desde entonces se ha convertido en la actualidad, en la reconocida idea cultural de Dinamarca y Noruega. Aunque hygge tiene exactamente el mismo significado en noruego que en danés, y es una palabra ampliamente utilizada en ambos países (incluso en sus formas derivadas, como hyggelig), el énfasis específico en 'hygge', como parte importante de su identidad cultural, es sobre todo un reciente fenómeno danés. En Noruega, 'hygge' es solo una palabra, con significado de 'acogedor'.

## Uso
Tanto en danés como en noruego, hygge se refiere a 'una forma de convivencia cotidiana', 'una experiencia cotidiana agradable y muy valorada, de seguridad, igualdad, integridad personal y flujo social espontáneo'.
El nombre hygge incluye algo agradable, acogedor, seguro y conocido, en referencia a un estado psicológico. El Instituto de Investigación de la Felicidad de Copenhague ha estudiado el efecto positivo del 'hygge' en la sociedad danesa.
Especialmente, a medida que los días se acortan en estos países escandinavos, cuando ya hay poca luz del día, especialmente los daneses, promueven un gran hygge ante cualquier reunión con las personas queridas, estableciendo una especial comodidad y calidez, produciendo un sentimiento de cercanía y compartiendo buenas historias mientras toman comida típica danesa.

## En la cultura popular
El Collins English Dictionary nominó a hygge (en segundo lugar, después de 'Brexit') como una de las palabras del año en el Reino Unido en 2016.
El concepto de Hygge ganó popularidad, con una audiencia internacional, a finales de 2017, lo que resultó en un aumento de las búsquedas en línea y el aumento del hashtag Hygge en Instagram.
En el musical de Broadway, Frozen, existe una canción llamada "Hygge", que trata sobre estar cómodos, felices y juntos.
En la telenovela australiana Neighbours, Jemima Davies-Smythe incorpora hygge en un rediseño de la sala de estar de su hermanastro Karl Kennedy.

## Palabras similares
- La palabra holandesa gezelligheid tiene un concepto similar a hygge con respecto a la comodidad y la intimidad, pero a menudo tiene una orientación más social.
- En alemán, Gemütlichkeit tiene un significado de calidez, amabilidad y pertenencia.
- El adjetivo noruego koselig se usa para describir una sensación de calidez, intimidad y encuentro en un ambiente agradable.
- El adjetivo sueco mysig (y su nombre asociado mys) describe una atmósfera agradable y cálida de unión en un entorno agradable.
- El adjetivo / verbo japonés mattari tiene un significado similar a estar / tener un momento cómodo, tranquilo y agradable, pero también es aplicable a una situación de estar solo.
- El adjetivo / verbo idioma español gozo sería la traducción apropiada para el concepto de hygge/ su significado a continuación: Sentimiento de complacencia en la posesión, recuerdo o esperanza de bienes o cosas apetecibles. / Alegría del   ánimo./ Gozo es a su vez un sentimiento de profunda alegría y placer.